# بیژن طاهری
بیژن طاهری (زادهٔ ۱ فروردین ۱۳۴۰ در تهران) بازیکن سابق و مربی فوتبال اهل ایران است. که هم اکنون سرپرست باشگاه استقلال است
معلم ورزش در دبستان محدث در آریاشهر تهران بوده است .
او به عنوان بازیکن در تیم‌هایی چون راه‌آهن تهران، دارایی تهران، استقلال تهران، محمدان بنگلادش، الوکره قطر، بانک تجارت تهران، سایپا کرج و شموشک نوشهر بازی کرده‌است.
طاهری بعد از انتخاب سردار مصطفی اجرلو به عنوان مدیرعامل  استقلال تهران طی حکمی در مهرماه ۱۴۰۰ به عنوان سرپرست تیم منصوب شد.
طاهری بعد از اتمام فصل و رفتن مجیدی کار خود را با سرمربی جدید در فصل ۱۴۰۲_۱۴۰۱  ادامه داد ،حتی تغییر مدیریتی و بازگشت چندباره علی فتح الله زاده به صندلی مدیریت باشگاه هم مانع این همکاری نشد و در نهایت در خرداد ماه 1402 پس از تغییر کادر فنی استقلال علی سامره جایگزین او شد.
درتیر ماه ۱۴۰۴ بیژن طاهری مجددا بعنوان سرپرست تیم استقلال جانشین ایمان عالمی شد.

## عملکرد ملی
وی ۵ بازی برای تیم ملی فوتبال ایران به انجام رسانده است و یک گل ملی در کارنامه دارد. تگ گل ملی بیژن طاهری برابر تیم ملی کویت در تاریخ ۱۹۸۷'۲'۲۷ در ورزشگاه سهیم بن حمد بود

## افتخارات

### به عنوان سرپرست
- قهرمانی لیگ برتر فوتبال ایران ۰۱–۱۴۰۰ به همراه استقلال تهران
- قهرمانی سوپر جام فوتبال ایران ۱۴۰۱ به همراه استقلال تهران